# 2016 في السعودية
تحتوي هذه المقالة على أهم الأحداث التي شهدتها السعودية في 2016، إضافة إلى أهم الشخصيات السعودية التي وُلدت أو تُوفيت في هذه السنة.

## السياسة

### الحكم
الملك: سلمان بن عبد العزيز آل سعود

### تعيينات

#### أبريل
- 23: عبد الرحمن بن عبد المحسن الفضلي في منصب وزير المياه والكهرباء.

#### مايو
- 7:
  - توفيق الربيعة، وزير الصحة.
  - ماجد القصبي، وزير التجارة والاستثمار.
  - خالد الفالح، وزير الطاقة والصناعة والثروة المعدنية.
  - سليمان الحمدان، وزير النقل.
  - محمد صالح بن طاهر، وزير الحج والعمرة.
  - محمد بن سعود بن خالد آل سعود، عضو في مجلس الشورى.

### إعفاءات

#### أبريل
- 23: إقالة عبد الله بن عبد الرحمن الحصين من وزارة المياه والكهرباء.[1]

#### مايو
- 7:
  - علي النعيمي، وزير البترول والثروة المعدنية.
  - بندر بن حمزة، وزير الحج.
  - عبد الله بن عبد الرحمن المقبل، وزير النقل.
  - ماجد بن عبد الله القصبي، وزير الشؤون الاجتماعية.
  - خالد عبد العزيز الفالح، وزير الصحة.
  - بندر بن سعود بن محمد آل سعود، رئيس الهيئة السعودية للحياة الفطرية.
  - محمد الجاسر، مستشار في الديوان الملكي.
  - أحمد الخطيب، مستشار في الديوان الملكي.

## أحداث

### يناير
- 2: التحالف العربي في اليمن بقيادة السعودية يعلن انتهاء الهدنة ويستأنف عملياته العسكرية.
- 3: السعودية تقطع العلاقات مع إيران وتطلب من ديبلوماسييها مغادرة السعودية بعد حرق السفارة السعودية.[2]
- 29: تفجير إنتحاري يستهدف مسجد الإمام الرضا بحي محاسن بمدينة المبرز عاصمة محافظة الأحساء في المنطقة الشرقية ويتسبب في مقتل 4 أشخاص بينهما رجلا أمن وإصابة 18 آخرين والقبض على أحد المهاجمين.

### فبراير
- 2: تخفيف الحكم الصادر بحق الشاعر أشرف فياض من الإعدام إلى السجن لمدة 8 أعوام و800 جلدة.
- 12: إنتاج فيلم بركة يقابل بركة من إخراج محمود صباغ.

### مارس
- 9: مجلس الوزراء يعلن عن تصنيف تنظيم حزب الله منظمة إرهابية.[3]
- 12: قتلت قوات الطوارئ السعودية 6 مطلوبين من داعش لاغتيالهم أحد عناصر قوات الطوارئ.[4]
- 31: أعلنت سلطنة عمان أنها ستستضيف مباراتين بين الأندية السعودية والإيرانية في دوري أبطال آسيا لكرة القدم في ظل قرار بإقامة المباريات بين هذه الأندية في ملاعب محايدة بعد الأزمة السعودية الإيرانية.[5]

### أبريل
- 2: مقتل شخص في إنفجار عبوات ناسفة أمام مركز شرطة في الدلم بمحافظة الخرج جنوب العاصمة الرياض تبناه تنظيم الدولة الإسلامية.
- 8: الإعلان عن إنشاء جسر الملك سلمان البري الذي يربط بين جمهورية مصر العربية والمملكة العربية السعودية.[6][7]
- 9: المملكة العربية السعودية تسترد جزرها تيران، وصنافير. بعد تعيين الحدود البحرية بين جمهورية مصر العربية والمملكة العربية السعودية باعتبارهما داخل الحدود البحرية السعودية.[8][9]
- 11: مجلس الوزراء السعودي يُعيد تنظيم عمل هيئة الأمر بالمعروف والنهي عن المُنكر وذلك عبر الحد من صلاحيَّاتها التنفيذيَّة ودفعها إلى التنسيق والتعاون مع أجهزة الأمن الداخلي السُعوديَّة الأُخرى.[10]
- 17: تأسيس شركة طيران جديدة تحمل اسم طيران أديل لتقديم خدمات النقل الجوي الاقتصادي.[11]
- 18: وزارة التجارة والصناعة تطلق خدمة معروف لدعم التجارة الالكترونية في المملكة العربية السعودية.[12]
- 24: فريق أهلي جدة لكرة القدم يحقق لقب دوري المحترفين السعودي لأول مرة منذ عام 1984 بعد غياب عن تحقيق اللقب دام 32 سنة.[13]
- 25: محمد بن سلمان بن عبد العزيز آل سعود يعلن عن رؤية السعودية 2030 في مقابلة تلفزيونية في قناة العربية مع الإعلامي تركي الدخيل.[14]
- 28: انفجار عبوة ناسفة خارج مركز أمني بمنطقة محاسن في الأحساء تتسبب في إصابة رجل أمن وأضرار في عدة سيارات مجاورة [15]
- 30: عمال غاضبون في مجموعة بن لادن يحرقون 7 باصات احتجاجًا على تأخر رواتبهم.[16]
- أعلنت جماعة الحوثيين، أنها تسلمت من المملكة العربية السعودية 40 أسيرا في إطار اتفاق لوقف القتال عند الحدود اليمنية السعودية.[17]

### مايو
- 1: قوات الطوارئ قتلت المطلوبين أحمد محمد البكري الشهري، وياسر علي يوسف الحودي، واعتقلت المطلوب عقاب معجب قزعان العتيبي، وجميعهم متورطين في تفجير مسجد قوات الطوارئ، واغتيال العقيد في المباحث العامة كتاب ماجد كتاب الحمادي.[18]
- 5:
  - السماح لمجموعة بن لادن بالعودة للعمل في المشاريع الحكومية ورفع الحظر عن سفر كبار مديريها بعد العقاب بالحرمان من المشاركة في مشاريع الدولة بعد سقوط الرافعة في الحرم المكي.[19]
  - فيصل بن تركي بن ناصر آل سعود يعلن عن استقالته من رئاسة نادي النصر خلال مقابلة أجراها مع بتال القوس في برنامج في المرمى.[20]
- 7: الملك سلمان يعلن عن عدد من الأوامر الملكية من بينها إعادة تشكيل مجلس الوزراء، وإلغاء وزارة المياه والكهرباء، وتعديل بعض أسماء الوزارات.[21]
- 12: وصول طائرات سعودية إلى بغداد محملة بـ 105 أطنان من المساعدات الإنسانية لإغاثة العراقيين المهجرين في محافظة الأنبار، ومحافظة بغداد.[22]
- 22: القوات الجوية الملكية السعودية تصل إلى تركيا للمشاركة في إحدى أكبر المناورات العسكرية في العالم المعروف باسم «نسر الأناضول - 4».[23]

### يونيو
- 7: الأمم المتحدة تحذف اسم التحالف العربي بقيادة السعودية في اليمن من القائمة السوداء للدول والجماعات المسلحة التي تنتهك حقوق الأطفال خلال النزاعات.[24]

### يوليو
- 4:
  - قوات الدفاع الجوي الملكي السعودي تعترض صاروخ باليستي تم إسقاطه فوق سماء مدينة خميس مشيط جنوب المملكة وقامت المدفعية السعودية بقصف تجمعات للحوثيين قبالة منطقة جازان.
  - مقتل أربعة من رجال الأمن في تفجيرٍ قام به انتحاري، بالقرب من المسجد النبوي في المدينة المنورة.[25]
  - وقوع تفجير انتحاري قرب أحد المساجد في مدينة القطيف.

### أغسطس
- 5: مشاركة السعودية في الألعاب الأولمبية الصيفية 2016

## وفيات

### يناير
- 2:
  - فارس آل شويل، منظِّر تنظيم القاعدة في السعودية.[26]
  - نمر النمر، رجل ديني شيعي.[26]

### فبراير
- 5: محمد بن عودة السعوي.
- 8: فؤاد بخش، ممثل سعودي.[27]

### مارس
- 17: بندر بن سعود بن عبد العزيز آل سعود، الابن الثامن من أبناء الملك سعود بن عبد العزيز آل سعود.[28]

### أبريل
- 16: محمد أيوب، إمام الحرم النبوي.[29]
- 26: سعد بن جدلان، شاعر وأديب.[30][31]

### مايو
- 2: عبد العزيز جبعي، القنصل السعودي بنيودلهي.[32]
- 11: ماجد الشبل، مذيع ومقدم برامج.[33]
- 13: ماجد بن حمود الجريد الشراري، مستشار ونائب السفير السعودي بلبنان.[34]
- 14: عبد الله العصيمي، الملقب بلورانس العرب.[35]

### يونيو
- 7: حسن الحارثي، مؤسس صحيفة أنحاء.[36]

### يوليو
- 20: وليد الجفالي (مواليد 1955)

### نوفمبر
- 12: تركي الثاني بن عبد العزيز آل سعود (مواليد 1934) سياسي سعودي، ونائب وزير الدفاع والطيران السابق.